# Jatigede
Jatigede is een bestuurslaag in het regentschap Bojonegoro van de provincie Oost-Java, Indonesië. Jatigede telt 2238 inwoners (volkstelling 2010).